# Saša Papac
Saša Papac (Mostar, 7. veljače 1980.) je bivši bosanskohercegovački umirovljeni nogometaš i bivši nogometni reprezentativac. Trenutačno radi kao skaut za reprezentaciju Bosne i Hercegovine.

## Karijera
Seniorsku je karijeru započeo u Širokom Brijegu 2000. godine. Sljedeće godine prelazi u austrijski FC Kärnten za koji do 2004. godine nastupa u 96 prvenstvenih utakmica. U bečkoj Austriji igra od 2004. do 2006. u 58 utakmica. Nakon Austrije prelazi u Rangers iz Glasgowa. Za Rangerse u šest godina odigrava 161 utakmicu uz 6 postignutih golova te osvaja tri škotska prvenstva i dva kupa. U ljeto 2012. okončao je svoju nogometnu karijeru iz zdravstvenih razloga. 
Između 2002. i 2012. nastupio je u 39 utakmica za reprezentaciju Bosne i Hercegovine.

## Vanjske poveznice
- Profil na transfermarkt.de